# São Miguel do Guaporé
São Miguel do Guaporé là một đô thị thuộc bang Rondônia, Brasil. Đô thị này có diện tích 8007,87 km², dân số năm 2007 là 22622 người, mật độ 2,82 người/km².